# 張皇后 (劉禪)
张皇后（?—?），蜀汉后主刘禅第二任皇后，敬哀皇后之妹，三国名将张飞次女。其姐在237年逝后，张氏入宫封为贵人。238年正月立为皇后。蜀汉灭亡后，刘禅逊位，张皇后也降为夫人，随刘禅到洛阳。

## 藝術形象

### 遊戲
- 在真·三國無雙系列、無雙OROCHI系列、三國殺等遊戲中，名字被設定為星彩（張星彩）
- 在三国群英传系列游戏中，名字被設定為張燕燕 ，其姐姐敬哀皇后為張鶯鶯。
- 在三國殺遊戲中，名字被設定為張瑾雲。

## 延伸阅读
[在维基数据编辑]
 《三國志/卷34》，出自陳壽《三國志》

| 前任： 敬哀皇后 | 蜀汉皇后 238年—263年    | 繼任： 魏元帝卞皇后 |
| 新頭銜          | 曹魏安樂公夫人 264年—？ | 無                  |